# Valentin Ivanov
Valentin Valentinovitj Ivanov (russisk: Валентин Валентинович Иванов, født 4. juli 1961 i Moskva) er en russisk fodbolddommer.Han dømmer blandt andet UEFA Champions League og landskampe. Valentin Ivanov var dommer i EM 2004 i Portugal og VM 2006 i Tyskland. Ivanov regnes for at være Ruslands bedste fodbolddommer.[kilde mangler]

## Karriere

### VM 2006
- Frankrig –  Schweiz (gruppespil)
- Ecuador –  Tyskland (gruppespil)
- Portugal –  Holland (ottendedelsfinale)

| Biografi | Spire Denne biografi om en fodbolddommer er en spire som bør udbygges. Du er velkommen til at hjælpe Wikipedia ved at udvide den. |